# جونیور فرناندس
جونیور فرناندس (اسپانیایی: Junior Fernandes‎؛ زادهٔ ۱۰ آوریل ۱۹۸۸) بازیکن فوتبال اهل شیلی است.
از باشگاه‌هایی که در آن بازی کرده‌است می‌توان به باشگاه فوتبال یونیورسیداد شیلی، باشگاه فوتبال بایر ۰۴ لورکوزن، باشگاه فوتبال دینامو زاگرب، و باشگاه ورزشی دپورتیوو کالی اشاره کرد.
وی همچنین در تیم ملی فوتبال شیلی بازی کرده‌است.